# Austau VII d'Orlhac
Austau d'Orlhac o Austorc (ca. 1225- ca. 1291) va ser un trobador nascut vers 1225 al Castell de Conros, situat a l'actual Arpajon (Arpajon-sur-Cère en francès). Es conserva el seu testament de 1291.

## Biografia
Era fill d'Austau VI d'Orlhac i de Margarita de Malemort i tenia un germà, Durand de Montal, senyor de Laroque.
- El 24 de juny de 1261, Austau i Durand, fills i hereus d'Austau d'Orlhac, donen a Guilhem de Montal, Guilhem de Malemort i Malfre de Castelnau, guardians del testament del seu pare, la meitat dels ingressos de totes les seves terres durant tres anys a fi de pagar els drets, despeses, multes, deutes i almoines rebuts de la successió. Acte segellat per Hug IV de Rodés, comte de Rodès, i Aimar, abat d'Orlhac.
- Va ser armat cavaller per Lluís IX de França el dia de Pentecosta de 1267.
- El 22 d'agost de 1270 va vendre al seu germà Durand de Montal diverses possessions per 13 060 sous de Clermont, per poder seguir Sant Lluís a la Vuitena Croada. A partir de 1274, Austau va entrar en guerra amb el nou comte de Rodés, Enric II.

## Obra
Només s'ha conservat d'ell un sirventès molt bell i també sever on critica la lleugeresa del clergat del seu temps. Està escrit el 1250.
- (40,1)[2] Ai! Dieus! per qu'as facha tan gran maleza